# Станіслав Скварчиньський
Станіслав Євгеніуш Скварчиньський (пол. Stanisław Eugeniusz Skwarczyński; 17 листопада 1888, Верхня — 8 серпня 1981, Лондон) — польський офіцер і політик, бригадний генерал.

## Біографія
Син Вінцентія Скварчиньського та Марії, уродженої Гнойнської. Він походив з родини з патріотичними традиціями, посвяченої у дворянство 1780 року, яка мала власний герб. Він був молодшим братом політика Адама Скварчиньського.
Закінчив середню школу у Львові та вивчав архітектуру у Львівській політехніці. З 1908 року був членом Союзу активних бойових дій та Союзу стрільців. З 1914 по 1917 рік служив у Польських легіонах. Був комендантом Олеандрії, командиром роти та командиром батальйону в 1-му піхотному полку легіонів. 29 вересня 1914 року його було підвищено до лейтенанта, а 15 червня 1915 року — до оберлейтенанта. У липні 1917 року, після Кризи присяги, його було призвано до Імператорської та Королівської армії, з якої він дезертирував. З вересня 1917 року він брав активну участь у підпільному опорі, обіймаючи посаду командира Лодзького округу Польської військової організації.
У листопаді 1918 року його прийняли до Польської армії. У грудні 1918 року він став командиром 3-го батальйону 28-го Канівського стрілецького полку. На чолі цього підрозділу він воював проти чехів на Сілезькому фронті, а потім брав участь у війні проти українців. 31 серпня 1919 року він став командиром резервного батальйону, а 15 квітня 1920 року — командиром 2-го батальйону 5-го піхотного полку легіонів. Під час війни з більшовиками, з 12 червня по 4 липня 1920 року та з 23 серпня 1920 року по 19 березня 1927 року, він командував 5-м піхотним полком Легіонів. 3 травня 1922 року йому було присвоєно звання підполковника, старшинство набуло чинності 1 червня 1919 року, а в 1924 році він отримав звання полковника.
7 грудня 1926 року його було призначено командиром дивізійної піхоти 3-ї піхотної дивізії Легіонів у Замості. З 8 серпня 1928 року він виконував обов'язки командира 3-ї піхотної дивізії Легіонів. 28 січня 1929 року його було призначено командиром цієї дивізії. 25 жовтня 1930 року його було звільнено з посади командира 3-ї піхотної дивізії Легіонів. та призначений командиром 1-ї піхотної дивізії легіонів Юзефа Пілсудського у Вільнюсі.
10 листопада 1930 року президент Республіки Польща Ігнацій Мосцицький присвоїв йому звання бригадного генерала зі старшинством з 1 січня 1931 року та 5-м місцем у генеральському корпусі. Водночас він дозволив йому прийняти знаки розрізнення нового звання до 1 січня 1931 року.

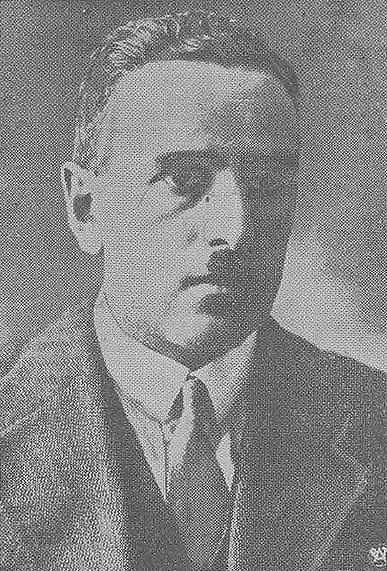
Скварчиньський близько 1937 року.

Він займався політикою разом зі своїм братом Адамом. З початку січня 1938 року він перейшов у неактивне становище. З січня 1938 року він очолював Табір національної єдності, замінивши на цій посаді полковника Адама Коца. Того ж року він обіймав посаду голови Президії правління парламентської групи ОЗН. Він урочисто відкрив 5-ту сесію Сейму в 1938 році.
Він був масоном і належав до масонської ложі Томаша Зана у Вільнюсі.
Наприкінці серпня 1939 року він повернувся на дійсну службу і був призначений командиром Інтервенційного корпусу. Пізніше його призначили командиром Оперативної групи «Вишков» (хоча фактично йому не вдалося взяти на себе командування). Його призначили командиром резервів армії «Пруси», а згодом командиром Оперативної групи, що носила його ім'я, у південній групі армії «Пруси». Опинившись у скрутному психічному стані, він не зміг впоратися з ситуацією під час битви під Ілжею і згодом наказав розпорошити 12-ту піхотну дивізію, залишивши все спорядження (включаючи 50 гармат) і змусивши невеликі групи просуватися через Віслу. Його евакуювали до Румунії, де він був інтернований у таборі в Тулчі. 8 лютого 1941 року румунський уряд екстрадував його німцям.
З 1941 року його утримували в офіцерському таборі VI E в Дорстені в Рурській області, потім у виправній в'язниці в Десселі. Після звільнення в квітні 1945 року його було відправлено до Лондона. Він не служив у Польських збройних силах на Заході й уникав політики та громадської діяльності. До останніх днів залишався у вигнанні в Лондоні. Похований на цвинтарі Елмерс-Енд.

## Нагороди
- Офіцерський знак «Парасоль»
- Хрест «За оборону Тешинської Сілезії» 1-го класу (2 жовтня 1919)[6]
- Пам'ятна медаль «За оборону Тешинської Сілезії»[7]
- Virtuti Militari, срібний хрест (16 лютого 1921)[8]
- Орден Відродження Польщі
  - офіцерський хрест (10 листопада 1927)[9]
  - командорський хрест (11 листопада 1936)[10][11]
  - командорський хрест із зіркою (3 травня 1974)[12]
- Золотий хрест Заслуги (17 березня 1930)[13]
- Хрест Незалежності (20 січня 1931)[14]
- Орден Трьох зірок, великий офіцер (Латвія; 1935)
- Хрест Хоробрих — нагороджений 4 рази.[9]
- Пам'ятна медаль учаснику війни 1918-1921 років[9]
- Медаль «Десятиліття здобутої незалежності»[9]
- Орден Почесного легіону, офіцерський хрест (Франція)[9]